# WONDER WHEEL
『WONDER WHEEL』（ワンダーホイール）は、TOKYO MXで放送されている音楽番組である。

## 概要
ジャンルにこだわらず多彩なゲストアーティストを招く3DCG音楽ライブ番組。ライブは3DCGをリアルタイム合成したバーチャルステージでの演出。TOKYO MX放送のテレビ番組であるが、公開収録をYouTubeでの先行配信で行っているのが特徴。
放送は2021年4月2日より毎月第1、第2、第5、土曜1:35 - 2:05（金曜深夜）。YouTube LIVEでの公開収録生配信は2020年11月17日、火曜19:00に初めて行われた。公開収録配信ではゲストアーティストのオンライン特典会も収録後に実施される。

## MC
- サイプレス上野（サイプレス上野とロベルト吉野）
- 奥津マリリ（フィロソフィーのダンス）

## OA/ゲスト
- 2021.04.02/#1：広瀬香美、モン吉、東京女子流
- 2021.04.09/#2：ナナランド、Devil ANTHEM.、BenjaminJasmine
- 2021.04.30/#3：yukaDD(;´∀｀) 、ASOBOiSM、a子
- 2021.05.07/#4：フレンズ、SHARE LOCK HOMES、BMK
- 2021.05.14/#5：Ellie（ex.LOVE TAMBOURINES）、@onefive、ukka